# ラザフォード (単位)
ラザフォード（rutherford）は、かつて使われていた放射能・壊変率の単位である。記号はRd。
1ラザフォードは、放射性核種の壊変数が1秒間に100万（= 106）の割合である放射能と定義される。国際単位系（SI）の放射能の単位ベクレルが1秒間に1の割合と定義されているので、1 Rd = 106 Bq = 1 Mbq（メガベクレル）, 1 Bq  = 10-6 Rdとなる。また、1 Rd = 約 2.703×10−5 Ci（キュリー）, 1 Ci = 約 3.7×104 Rd である。
この単位は1946年に導入された。その名前は、「核物理学の父」と呼ばれるイギリス・ニュージーランドの物理学者アーネスト・ラザフォードに因むものである。ラザフォードは初期の原子核崩壊研究の第一人者であった。1975年にベクレルが導入された後、ラザフォードは時代遅れの単位となり、一般には使用されなくなった。